# Zaječice (Chrudimi járás)
Zaječice település Csehországban, a Chrudimi járásban. Zaječice Horka, Řestoky, Chrast, Honbice, Orel, Smrček, Žumberk és Bítovany településekkel határos. Lakosainak száma 1066 fő (2024. január 1.).

## Népesség
A település lakosságának változását az alábbi diagram mutatja:
| Lakosok száma | 1070 | 1212 | 1379 | 1145 | 1010 | 1071 | 1080 | 1062 | 1025 | 1066 |
|               | 1869 | 1900 | 1921 | 1961 | 1980 | 2011 | 2016 | 2019 | 2021 | 2024 |